# Pax Sinica

Flaga Chińskiej Republiki Ludowej

Pax Sinica (z łac. chiński pokój) – koncepcja relatywnego pokoju we wschodniej i centralnej Azji, którego gwarantem były Chiny.
Koncepcja stanowi odwołanie do wywodzącej się z czasów Cesarstwa Rzymskiego idei Pax Romana. Pierwszy okres pokoju miał miejsce za panowania dynastii Han, około 2 tysiące lat temu. Ostatni z okresów datuje się na rządy dynastii Qing.
Współcześnie koncepcja jest rozpatrywana w kontekście hipotetycznej przyszłej chińskiej dominacji i zastąpienia tzw. Pax Americana, datowanego od zakończenia II wojny światowej.